# Gustav Funck
Gustav Thomas Alexander Funck, född 8 september 1975 i Boo församling i Stockholms län, är en svensk dockskådespelare och friherre.
När han var nio år inspirerade långfilmen Gremlins honom att börja bygga egna dockor. Vid 15 års ålder kunde han hjälpa sin mor, Eva Funck, med dockor till en av hennes produktioner. Funck har bland annat spelat och skapat dockor till Vilgott i julkalendrarna Jul i Kapernaum (1995) och Allrams höjdarpaket (2004), i TV-serierna Höjdarna, Allra mest tecknat, i Melodifestivalen 2003, i den danska TV-serien Det konglige spektaklet samt i För alla åldrar (2009).
Funck har även varit delägare i en webbbyrå och har på senare år övergått till att arbeta som konstruktör av kamerariggar.
Gustav Funck är son till Thomas och Eva Funck.

## Roller i urval
- 1995 – Vilgott i Jul i Kapernaum
- 2002–2004 – Tjet, Blixten, m.fl. i Allra mest tecknat
- 2004 – Abbe, m.fl. i Höjdarna
- 2009–2011 – Farfar i För alla åldrar
- 2016 – Upp i det blå